# Charleston Battery
Charleston Battery is een Amerikaanse voetbalclub uit Charleston, South Carolina. De club werd in 1993 opgericht en speelt sinds 2017 in de USL Championship, het tweede niveau in de Verenigde Staten.